# Christopher Lemke
Christopher Lemke (* 14. März 1995) ist ein deutscher Fußballspieler. Er steht seit 2016 beim SV Grün-Weiß Brieselang unter Vertrag und wird meist im zentralen Mittelfeld eingesetzt.

## Karriere
Noch als A-Jugend-Spieler von Energie Cottbus gab Christopher Lemke am 22. Mai 2013 sein Debüt in der zweiten Mannschaft des Vereins unter Trainer Vasile Miriuță. Er wurde in der 69. Minute für Marco Miriuta bei der 0:6-Niederlage beim Berliner AK 07 in der Regionalliga Nordost eingewechselt. Die zweite Mannschaft stieg nach der Saison in die Oberliga Nordost ab und dort gab Lemke am 18. Mai 2014 sein Debüt in der neuen Liga. Beim 1:0-Sieg gegen die zweite Mannschaft vom Halleschen FC stand er in der Startformation. Sein erstes Tor für die zweite Mannschaft erzielte Lemke am 28. Februar 2015 beim Spiel gegen den VfL Halle 1896. In der 85. Minute erzielte er den 2:0-Endstand.
Durch Trainer Stefan Krämer kam Christopher Lemke am 3. August 2014 zu seinen ersten und einzigen Spiel für die erste Mannschaft. Er wurde bei der 1:3-Niederlage im Derby gegen Dynamo Dresden in der 84. Minute für Fanol Perdedaj eingewechselt.
Zur Saison 2015/16 wechselte Christopher Lemke von der zweiten Mannschaft von Energie Cottbus zum FSV Union Fürstenwalde und absolvierte am 16. August 2015 beim Spiel gegen den 1. FC Frankfurt sein Debüt für seinen neuen Verein. In der 75. Minute wurde er von Matthias Maucksch für Paul Milde beim 5:0-Sieg eingewechselt. Mit dem FSV Union stieg er als Meister in die Regionalliga auf. Lemke blieb jedoch nicht in Fürstenwalde, sondern wechselte zum Oberliga-Aufsteiger SV Grün-Weiß Brieselang.